# Maisyan
Maisyan (in armeno Մայիսյան?) è un comune di 1 652 abitanti (2008) della provincia di Shirak in Armenia.